# Lancia Dilambda
Der Lancia Dilambda war ein Fahrzeugmodell des italienischen Herstellers Lancia, das von 1928 bis 1935 produziert wurde.

## Fahrzeug

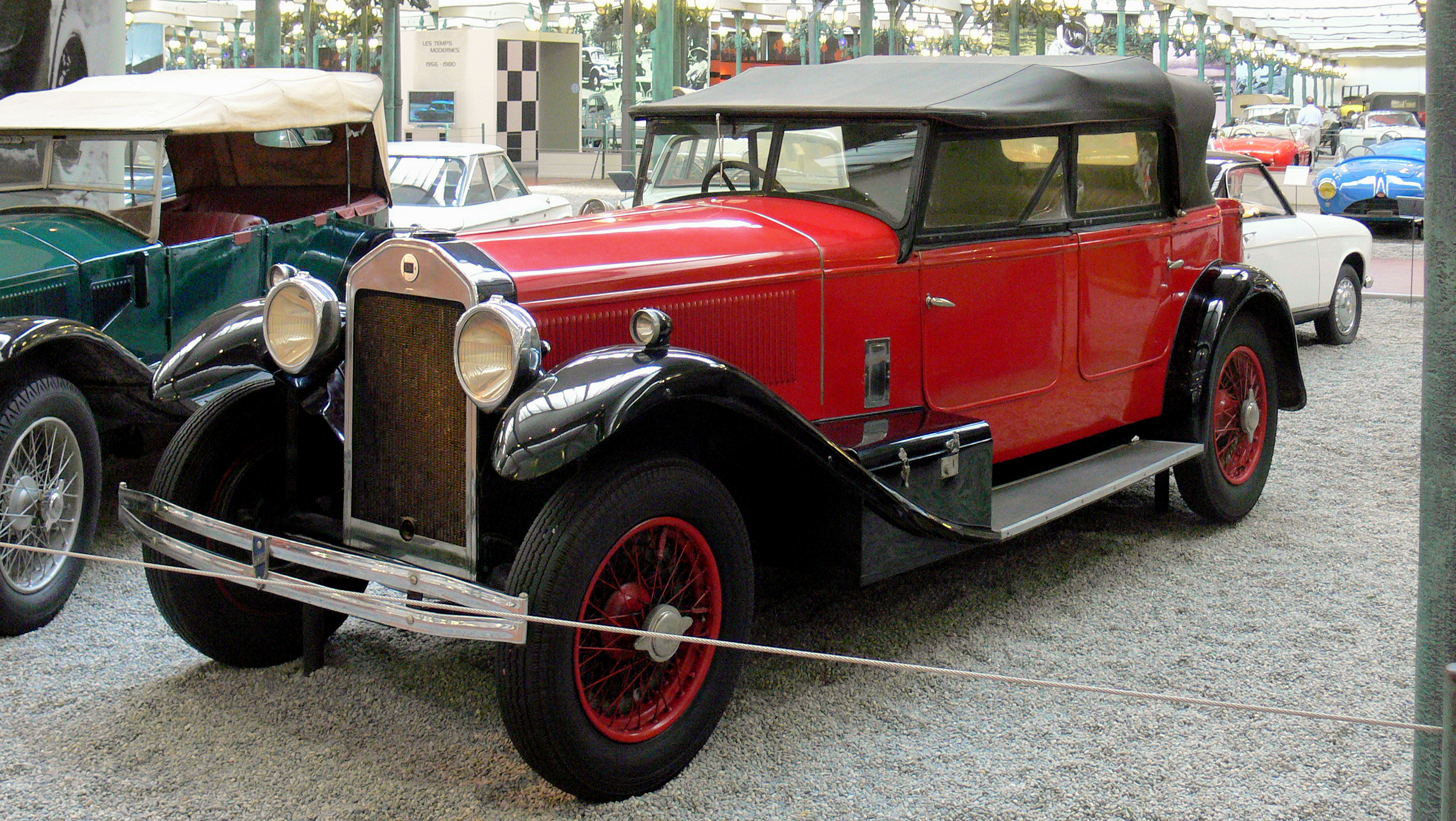
Ein Dilambda aus der ersten Serie (Torpedo-Version)

Offiziell vorgestellt wurde es auf dem Pariser Autosalon 1929. Die Höchstgeschwindigkeit betrug 120 km/h und die Leistung 74 kW (101 PS). Entwickelt wurde der Epsilon für eine Produktion in den USA, produziert wurde er dann doch in Europa.
Der Dilambda galt zu seiner Zeit als sehr schnell und verfügte über einige technische Innovationen. Eine Besonderheit des Motors war der enge 24°-V-Bankwinkel und der Einsatz von Silentblöcken an den Verankerungsstellen. Es gab eine Vorrichtung zum Nachfüllen des Motoröls mittels Pumpe sowie eine zentrale Schmierung des Chassis über ein kleines Pedal am Armaturenbrett. Der Kühler war thermostatisch geregelt. Wegweisend war die Einzelradaufhängung. Der Tank hatte eine tragende Funktion.

## Serien
Es gab insgesamt drei Modellpflegen, die zumeist technische Änderungen mit sich brachten. Die letzte Serie war nur noch mit langem Radstand erhältlich, während die ersten zwei in zwei weiteren Radständen produziert wurden.
- Erste Serie (1928–1931) in 1104 Exemplaren
- Zweite Serie (1931–1933) in 300 Exemplaren mit modifiziertem Getriebe und Bremsen
- Dritte Serie (1933–1935) in 281 Exemplaren mit veränderter Aerodynamik

## Besondere Besitzer
Der Dilambda wurde von zahlreichen Stars der 1930er Jahre gefahren, so etwa auch von Max Schmeling, Ernest Hemingway und Greta Garbo. Bis in die Nachkriegszeit fuhr Konstantin Prinz von Bayern ein Lancia Dilambda Cabriolet, welches er als Auto meines Lebens bezeichnete.